# 흉갑기병

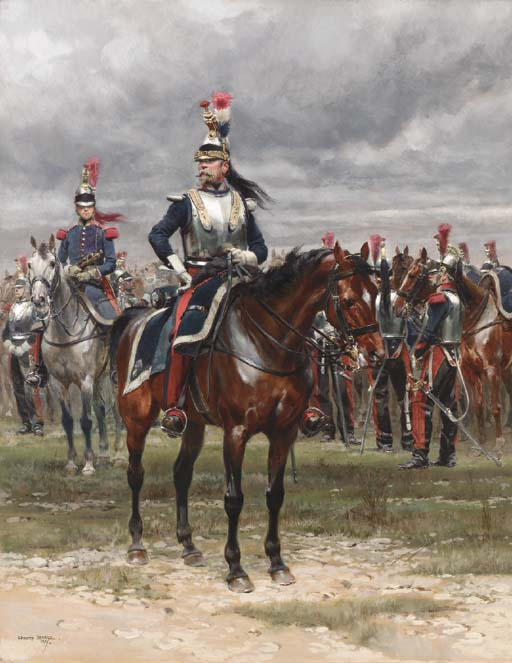
흉갑기병

흉갑기병(胸甲騎兵; 프랑스어: Cuirassier 큐래시어[*])은 근대 유럽에 있던 기병의 일종이다. 한 장의 판금으로 제작된 흉갑을 착용하고 검으로 무장을 했다. 유럽의 흉갑기병은 중세 유럽의 기사를 계승한 것이다. 총의 성능이 개선되고 기관총이 등장하자 제1차 세계대전 중반부터 사라지게 되었다.

## 역사
최초의 흉갑기병은 중세의 기사와 그리 다를 것이 없었다. 초기 흉갑기병은 손과 발에 가죽장갑과 부츠를 착용했을 뿐 여전히 몸 전체를 가리는 갑옷을 입었고 장창, 장검에 더해 치륜총으로 무장했다. 총기의 화력이 점차 강해지자 무거운 갑옷은 기동성에 방해가 되었다. 18세기 무렵이 되어 흉갑기병은 흉갑과 투구만을 착용하게 되었다.
흉갑기병에 대한 가장 오래된 기록은 1484년 신성 로마 제국의 막시밀리안 1세가 크로아티아에서 모집한 오스트리아 연대의 흉갑기병 1백명이었다. 이 부대는 후일 1632년 뤼첸 전투에서 스웨덴의 왕 구스타브 2세 아돌프를 죽인다. 1705년 신성로마제국의 황제는 20여 개의 흉갑기병 연대를 보유하고 있었다.

## 근대유럽의 흉갑기병
프랑스는 1666년 흉갑기병을 도입하였고, 러시아에서는 1732년에 러시아 황제 친위대와 같은 흉갑기병 부대가 생겼다. 러시아의 흉갑기병은 1735년에서 1739년에 있었던 오스만 제국과의 전쟁에 투입되었다.
나폴레옹은 바그람 전투 이후 흉갑기병을 중요하게 생각하여 흉갑기병 연대 1개가 두 연대의 일반 기병과 동등한 전력이라고 생각하였다. 흉갑을 갖춘 기병대의 돌격은 교전 상대에게 큰 심리적 타격을 가져다 주었을 것이다. 나폴레옹은 그의 제위 기간중 14개의 흉갑기병 연대를 보유하였다. 그러나 이들의 실제 효용성은 의심스러운 구석이 있다. 나폴레옹 전쟁 중 영국과 교전중이던 나폴레옹의 흉갑기병은 흉갑을 벗어던지고 도망치기까지 하였다. 어찌 되었든, 19세기까지도 흉갑기병은 주요한 군사력으로 취급되었고 프랑스와 프로이센은 막대한 비용을 들여 흉갑기병 연대를 운용하였다. 1914년까지도 독일, 프랑스, 러시아에는 흉갑기병 연대가 존재하였다.
한편 영국에서는 나폴레옹 전쟁이후 3개의 근위 기병연대가 흉갑기병 연대로 창설되어 현대에 이르고 있으나 이들이 실전에 투입된 적은 없다.

## 같이 보기
- 용기병
- 후사르